# Molly Creamer
Mary Margaret Creamer, detta Molly (Ridgewood, 23 settembre 1981), è un'ex cestista statunitense, professionista nella NWBL e in Europa.

## Carriera
Dopo aver giocato nello Zala Volán ZTE in Ungheria, ha giocato una stagione in Serie A1 con la Pallacanestro Ribera.

## Statistiche
Dati aggiornati al 31 maggio 2009.
| Stagione        | Squadra                 | Competizione    | Partite | Partite | Partite | Statistiche tiro | Statistiche tiro | Statistiche tiro | Altre statistiche | Altre statistiche | Altre statistiche | Altre statistiche | Altre statistiche |
| Stagione        | Squadra                 | Competizione    | Pres.   | Titol.  | Minuti  | Tiri da 2        | Tiri da 3        | Liberi           | Rimb.             | Assist            | Rubate            | Stopp.            | Punti             |
| --------------- | ----------------------- | --------------- | ------- | ------- | ------- | ---------------- | ---------------- | ---------------- | ----------------- | ----------------- | ----------------- | ----------------- | ----------------- |
| 2008-2009       | Banco di Sicilia Ribera | Serie A1        | 28      | 18      | 776     | 38/91            | 40/137           | 39/45            | 81                | 31                | 36                | 2                 | 235               |
| Totale carriera | Totale carriera         | Totale carriera | 28      | 18      | 776     | 38/91            | 40/137           | 39/45            | 81                | 31                | 36                | 2                 | 235               |